# بخش کویل (شهرستان جکسون، اوهایو)
بخش کویل (به انگلیسی: Coal Township) یک منطقهٔ مسکونی در ایالات متحده آمریکا است که در شهرستان جکسون، اوهایو واقع شده‌است.
 بخش کویل ۵۰٫۲ کیلومتر مربع مساحت و ۱٬۹۷۴ نفر جمعیت دارد و ۲۳۷ متر بالاتر از سطح دریا واقع شده‌است.